# Dolina Łętowni
Dolina Łętowni este o arie protejată (sit de importanță comunitară — SCI) din Polonia întinsă pe o suprafață de 1.134,99 ha, integral pe uscat.

## Localizare
Centrul sitului Dolina Łętowni este situat la coordonatele 50°49′16″N 22°53′43″E / 50.8211°N 22.8953°E.

## Înființare
Situl Dolina Łętowni a fost declarat sit de importanță comunitară în august 2007 pentru a proteja 1 specie de plante și 6 specii de animale.

## Biodiversitate
Situată în ecoregiunea continentală, aria protejată conține 4 habitate naturale: Ape puternic oligomezotrofe cu vegetație bentonică cu Chara spp., Pajiști cu Molinia pe soluri calcaroase, turboase sau argilos-nămoloase (Molinion caeruleae), Mlaștini turboase de tranziție și turbării mișcătoare, Mlaștini alcaline.
La baza desemnării sitului se află mai multe specii protejate:
- plante (1): Angelica palustris
- mamifere (2): castor (Castor fiber), vidră de râu (Lutra lutra)
- nevertebrate (4): fluturele purpuriu (Lycaena dispar), Lycaena helle, Phengaris nausithous, Phengaris teleius